# Seznam kulturních památek v okrese Blansko
Tento seznam nemovitých kulturních památek v okrese Blansko vychází z  Ústředního seznamu kulturních památek ČR, který na základě zákona č. 20/1987 Sb., o státní památkové péči, vede Národní památkový ústav jako ústřední organizace státní památkové péče. Údaje jsou průběžně upřesňovány, přesto mohou obsahovat i řadu věcných a formálních chyb a nepřesností či být neaktuální. 
Pokud byly některé části dotčeného území vyčleněny do samostatných seznamů, měly by být odkazy na tyto dílčí seznamy uvedeny v úvodu tohoto seznamu nebo v úvodu příslušné sekce seznamu.
- Seznam kulturních památek v Blansku včetně částí Horní Lhota a Klepačov
- Seznam kulturních památek v Boskovicích
- Seznam kulturních památek v Kunštátu včetně částí Rudka, Sychotín a Újezd
- Seznam kulturních památek v Letovicích včetně částí Kochov a Novičí
- Seznam kulturních památek v Lysicích
- Seznam kulturních památek v Olešnici
- Seznam kulturních památek v Rájci-Jestřebí včetně části Karolín

## Adamov
|  | Kategorie „Rectory (Adamov) “ na Wikimedia Commons | Hledat fotografie a kategorie ve Wikimedia Commons podle rejstříkového čísla památky | Nahrát snímek k tomuto tématu do úložiště Wikimedia Commons |  |

|  | Kategorie „Adamov (old cemetery) “ na Wikimedia Commons | Hledat fotografie a kategorie ve Wikimedia Commons podle rejstříkového čísla památky | Nahrát snímek k tomuto tématu do úložiště Wikimedia Commons |  |

|  | Kategorie „Church of Saint Barbara in Adamov “ na Wikimedia Commons | Hledat fotografie a kategorie ve Wikimedia Commons podle rejstříkového čísla památky | Nahrát snímek k tomuto tématu do úložiště Wikimedia Commons |  |

|  | Kategorie „Stará huť (Adamov) “ na Wikimedia Commons | Hledat fotografie a kategorie ve Wikimedia Commons podle rejstříkového čísla památky | Nahrát snímek k tomuto tématu do úložiště Wikimedia Commons |  |

## Bedřichov
| Památka                             | Fotografie                                                             | Rejstříkové číslo v ÚSKP                                                             | Sídelní útvar                                               | Poloha                                 | Popis a poznámky                                                   |
| ----------------------------------- | ---------------------------------------------------------------------- | ------------------------------------------------------------------------------------ | ----------------------------------------------------------- | -------------------------------------- | ------------------------------------------------------------------ |
| Kostel svatého Mikuláše (Q23892050) | \| \| \| \| \| \|                                                      | 22262/7-341 Pam. katalog MIS                                                         | Bedřichov                                                   | 49°27′45,08″ s. š., 16°27′59,19″ v. d. | Kostel sv. Mikuláše · Zapsáno do státního seznamu před rokem 1988. |
|                                     | Kategorie „Church of Saint Nicholas (Bedřichov) “ na Wikimedia Commons | Hledat fotografie a kategorie ve Wikimedia Commons podle rejstříkového čísla památky | Nahrát snímek k tomuto tématu do úložiště Wikimedia Commons |                                        |                                                                    |

## Benešov
| Památka                                   | Fotografie                                                                             | Rejstříkové číslo v ÚSKP                                                             | Sídelní útvar                                               | Poloha                                 | Popis a poznámky                                                         |
| ----------------------------------------- | -------------------------------------------------------------------------------------- | ------------------------------------------------------------------------------------ | ----------------------------------------------------------- | -------------------------------------- | ------------------------------------------------------------------------ |
| Kostel Povýšení svatého Kříže (Q23925764) | \| \| \| \| \| \|                                                                      | 40191/7-342 Pam. katalog MIS                                                         | Benešov                                                     | 49°30′29,41″ s. š., 16°45′59,33″ v. d. | Kostel Povýšení sv. Kříže · Zapsáno do státního seznamu před rokem 1988. |
|                                           | Kategorie „Church of the Exaltation of the Holy Cross (Benešov) “ na Wikimedia Commons | Hledat fotografie a kategorie ve Wikimedia Commons podle rejstříkového čísla památky | Nahrát snímek k tomuto tématu do úložiště Wikimedia Commons |                                        |                                                                          |

## Borotín
|  |  | Hledat fotografie a kategorie ve Wikimedia Commons podle rejstříkového čísla památky | Nahrát snímek k tomuto tématu do úložiště Wikimedia Commons |  |

|  | Kategorie „Borotín Chateau “ na Wikimedia Commons | Hledat fotografie a kategorie ve Wikimedia Commons podle rejstříkového čísla památky | Nahrát snímek k tomuto tématu do úložiště Wikimedia Commons |  |

|  | Kategorie „Church of the Exaltation of the Holy Cross (Borotín) “ na Wikimedia Commons | Hledat fotografie a kategorie ve Wikimedia Commons podle rejstříkového čísla památky | Nahrát snímek k tomuto tématu do úložiště Wikimedia Commons |  |

## Bořitov
|  | Kategorie „Skalní reliefy mistra Jana Husa, Jana Žižky a Prokopa Holého “ na Wikimedia Commons | Hledat fotografie a kategorie ve Wikimedia Commons podle rejstříkového čísla památky | Nahrát snímek k tomuto tématu do úložiště Wikimedia Commons |  |

|  | Kategorie „Church of Saint George (Bořitov) “ na Wikimedia Commons | Hledat fotografie a kategorie ve Wikimedia Commons podle rejstříkového čísla památky | Nahrát snímek k tomuto tématu do úložiště Wikimedia Commons |  |

## Bukovina
| Památka               | Fotografie                                                                     | Rejstříkové číslo v ÚSKP                                                             | Sídelní útvar                                               | Poloha                                                    | Popis a poznámky                                         |
| --------------------- | ------------------------------------------------------------------------------ | ------------------------------------------------------------------------------------ | ----------------------------------------------------------- | --------------------------------------------------------- | -------------------------------------------------------- |
| Boží muka (Q37025542) | \| \| \| \| \| \|                                                              | 23674/7-417 Pam. katalog MIS                                                         | Bukovina                                                    | při cestě do Křtin 49°17′51,42″ s. š., 16°45′46,02″ v. d. | Boží muka · Zapsáno do státního seznamu před rokem 1988. |
|                       | Kategorie „Column shrine in Bukovina (Blansko District) “ na Wikimedia Commons | Hledat fotografie a kategorie ve Wikimedia Commons podle rejstříkového čísla památky | Nahrát snímek k tomuto tématu do úložiště Wikimedia Commons |                                                           |                                                          |

## Bukovinka
|  | Kategorie „Church of Saint Mary (Bukovinka) “ na Wikimedia Commons | Hledat fotografie a kategorie ve Wikimedia Commons podle rejstříkového čísla památky | Nahrát snímek k tomuto tématu do úložiště Wikimedia Commons |  |

|  | Kategorie „Church of the Assumption of the Virgin Mary (Bukovinka) “ na Wikimedia Commons | Hledat fotografie a kategorie ve Wikimedia Commons podle rejstříkového čísla památky | Nahrát snímek k tomuto tématu do úložiště Wikimedia Commons |  |

## Cetkovice
|  | Kategorie „Rectory (Cetkovice) “ na Wikimedia Commons | Hledat fotografie a kategorie ve Wikimedia Commons podle rejstříkového čísla památky | Nahrát snímek k tomuto tématu do úložiště Wikimedia Commons |  |

|  | Kategorie „Saints Philip and James Church (Cetkovice) “ na Wikimedia Commons | Hledat fotografie a kategorie ve Wikimedia Commons podle rejstříkového čísla památky | Nahrát snímek k tomuto tématu do úložiště Wikimedia Commons |  |

## Crhov
|  | Kategorie „Wayside cross in Crhov “ na Wikimedia Commons | Hledat fotografie a kategorie ve Wikimedia Commons podle rejstříkového čísla památky | Nahrát snímek k tomuto tématu do úložiště Wikimedia Commons |  |

|  | Kategorie „Watermill in Crhov “ na Wikimedia Commons | Hledat fotografie a kategorie ve Wikimedia Commons podle rejstříkového čísla památky | Nahrát snímek k tomuto tématu do úložiště Wikimedia Commons |  |

## Černá Hora
|  | Kategorie „Křížová cesta (Černá Hora) “ na Wikimedia Commons | Hledat fotografie a kategorie ve Wikimedia Commons podle rejstříkového čísla památky | Nahrát snímek k tomuto tématu do úložiště Wikimedia Commons |  |

|  | Kategorie „Sloup se sochou Krista Salvátora (Černá Hora) “ na Wikimedia Commons | Hledat fotografie a kategorie ve Wikimedia Commons podle rejstříkového čísla památky | Nahrát snímek k tomuto tématu do úložiště Wikimedia Commons |  |

|  | Kategorie „Zámek Černá Hora “ na Wikimedia Commons | Hledat fotografie a kategorie ve Wikimedia Commons podle rejstříkového čísla památky | Nahrát snímek k tomuto tématu do úložiště Wikimedia Commons |  |

|  | Kategorie „Church of Saint Lawrence (Černá Hora) “ na Wikimedia Commons | Hledat fotografie a kategorie ve Wikimedia Commons podle rejstříkového čísla památky | Nahrát snímek k tomuto tématu do úložiště Wikimedia Commons |  |

## Černovice
|  |  | Hledat fotografie a kategorie ve Wikimedia Commons podle rejstříkového čísla památky | Nahrát snímek k tomuto tématu do úložiště Wikimedia Commons |  |

|  | Kategorie „Church of Saint John the Baptist (Černovice) “ na Wikimedia Commons | Hledat fotografie a kategorie ve Wikimedia Commons podle rejstříkového čísla památky | Nahrát snímek k tomuto tématu do úložiště Wikimedia Commons |  |

|  |  | Hledat fotografie a kategorie ve Wikimedia Commons podle rejstříkového čísla památky | Nahrát snímek k tomuto tématu do úložiště Wikimedia Commons |  |

## Deštná
|  | Kategorie „Church of Saints Peter and Paul in Deštná (Blansko District) “ na Wikimedia Commons | Hledat fotografie a kategorie ve Wikimedia Commons podle rejstříkového čísla památky | Nahrát snímek k tomuto tématu do úložiště Wikimedia Commons |  |

|  | Kategorie „Rumberk (castle) “ na Wikimedia Commons | Hledat fotografie a kategorie ve Wikimedia Commons podle rejstříkového čísla památky | Nahrát snímek k tomuto tématu do úložiště Wikimedia Commons |  |

## Dlouhá Lhota
|  | Kategorie „Rectory in Dlouhá Lhota (Blansko District) “ na Wikimedia Commons | Hledat fotografie a kategorie ve Wikimedia Commons podle rejstříkového čísla památky | Nahrát snímek k tomuto tématu do úložiště Wikimedia Commons |  |

|  | Kategorie „Church of Saint Bartholomew in Dlouhá Lhota (Blansko District) “ na Wikimedia Commons | Hledat fotografie a kategorie ve Wikimedia Commons podle rejstříkového čísla památky | Nahrát snímek k tomuto tématu do úložiště Wikimedia Commons |  |

## Doubravice nad Svitavou
|  |  | Hledat fotografie a kategorie ve Wikimedia Commons podle rejstříkového čísla památky | Nahrát snímek k tomuto tématu do úložiště Wikimedia Commons |  |

|  | Kategorie „Doubravice nad Svitavou Castle “ na Wikimedia Commons | Hledat fotografie a kategorie ve Wikimedia Commons podle rejstříkového čísla památky | Nahrát snímek k tomuto tématu do úložiště Wikimedia Commons |  |

|  |  | Hledat fotografie a kategorie ve Wikimedia Commons podle rejstříkového čísla památky | Nahrát snímek k tomuto tématu do úložiště Wikimedia Commons |  |

|  | Kategorie „Church of Saint John the Baptist (Doubravice nad Svitavou) “ na Wikimedia Commons | Hledat fotografie a kategorie ve Wikimedia Commons podle rejstříkového čísla památky | Nahrát snímek k tomuto tématu do úložiště Wikimedia Commons |  |

|  |  | Hledat fotografie a kategorie ve Wikimedia Commons podle rejstříkového čísla památky | Nahrát snímek k tomuto tématu do úložiště Wikimedia Commons |  |

## Drnovice
|  | Kategorie „Panský Dvůr (Drnovice) “ na Wikimedia Commons | Hledat fotografie a kategorie ve Wikimedia Commons podle rejstříkového čísla památky | Nahrát snímek k tomuto tématu do úložiště Wikimedia Commons |  |

|  | Kategorie „Holy Trinity Church (Drnovice) “ na Wikimedia Commons | Hledat fotografie a kategorie ve Wikimedia Commons podle rejstříkového čísla památky | Nahrát snímek k tomuto tématu do úložiště Wikimedia Commons |  |

|  |  | Hledat fotografie a kategorie ve Wikimedia Commons podle rejstříkového čísla památky | Nahrát snímek k tomuto tématu do úložiště Wikimedia Commons |  |

## Habrůvka
|  | Kategorie „Býčí skála Cave “ na Wikimedia Commons | Hledat fotografie a kategorie ve Wikimedia Commons podle rejstříkového čísla památky | Nahrát snímek k tomuto tématu do úložiště Wikimedia Commons |  |

|  | Kategorie „Wayside cross (Habrůvka) “ na Wikimedia Commons | Hledat fotografie a kategorie ve Wikimedia Commons podle rejstříkového čísla památky | Nahrát snímek k tomuto tématu do úložiště Wikimedia Commons |  |

## Holštejn
| Památka                  | Fotografie                                        | Rejstříkové číslo v ÚSKP                                                             | Sídelní útvar                                               | Poloha                                         | Popis a poznámky                                                        |
| ------------------------ | ------------------------------------------------- | ------------------------------------------------------------------------------------ | ----------------------------------------------------------- | ---------------------------------------------- | ----------------------------------------------------------------------- |
| Hrad Holštejn (Q1012479) | \| \| \| \| \| \|                                 | 21224/7-449 Pam. katalog MIS                                                         | Holštejn                                                    | Holštejn 49°24′6,55″ s. š., 16°46′34,92″ v. d. | Hrad Holštejn, zřícenina · Zapsáno do státního seznamu před rokem 1988. |
|                          | Kategorie „Holštejn Castle “ na Wikimedia Commons | Hledat fotografie a kategorie ve Wikimedia Commons podle rejstříkového čísla památky | Nahrát snímek k tomuto tématu do úložiště Wikimedia Commons |                                                |                                                                         |

## Horní Poříčí
|  | Kategorie „Chapel of Holy Trinity (Horní Poříčí) “ na Wikimedia Commons | Hledat fotografie a kategorie ve Wikimedia Commons podle rejstříkového čísla památky | Nahrát snímek k tomuto tématu do úložiště Wikimedia Commons |  |

|  | Kategorie „Chapel of the Assumption (Horní Poříčí) “ na Wikimedia Commons | Hledat fotografie a kategorie ve Wikimedia Commons podle rejstříkového čísla památky | Nahrát snímek k tomuto tématu do úložiště Wikimedia Commons |  |

## Jabloňany
| Památka                                    | Fotografie        | Rejstříkové číslo v ÚSKP                                                             | Sídelní útvar                                               | Poloha                                         | Popis a poznámky                                                          |
| ------------------------------------------ | ----------------- | ------------------------------------------------------------------------------------ | ----------------------------------------------------------- | ---------------------------------------------- | ------------------------------------------------------------------------- |
| Socha svatého Jana Nepomuckého (Q37302905) | \| \| \| \| \| \| | 14742/7-456 Pam. katalog MIS                                                         | Jabloňany                                                   | u kaple 49°27′54,63″ s. š., 16°36′24,21″ v. d. | Socha sv. Jana Nepomuckého · Zapsáno do státního seznamu před rokem 1988. |
|                                            |                   | Hledat fotografie a kategorie ve Wikimedia Commons podle rejstříkového čísla památky | Nahrát snímek k tomuto tématu do úložiště Wikimedia Commons |                                                |                                                                           |

## Jedovnice
|  | Kategorie „Church of Saints Peter and Paul (Jedovnice) “ na Wikimedia Commons | Hledat fotografie a kategorie ve Wikimedia Commons podle rejstříkového čísla památky | Nahrát snímek k tomuto tématu do úložiště Wikimedia Commons |  |

|  |  | Hledat fotografie a kategorie ve Wikimedia Commons podle rejstříkového čísla památky | Nahrát snímek k tomuto tématu do úložiště Wikimedia Commons |  |

|  | Kategorie „Statue of John of Nepomuk in Jedovnice “ na Wikimedia Commons | Hledat fotografie a kategorie ve Wikimedia Commons podle rejstříkového čísla památky | Nahrát snímek k tomuto tématu do úložiště Wikimedia Commons |  |

|  |  | Hledat fotografie a kategorie ve Wikimedia Commons podle rejstříkového čísla památky | Nahrát snímek k tomuto tématu do úložiště Wikimedia Commons |  |

## Kněževes
|  | Kategorie „Kněževes (Blansko District) čp. 17 “ na Wikimedia Commons | Hledat fotografie a kategorie ve Wikimedia Commons podle rejstříkového čísla památky | Nahrát snímek k tomuto tématu do úložiště Wikimedia Commons |  |

|  | Kategorie „Jobova Lhota čp. 19 “ na Wikimedia Commons | Hledat fotografie a kategorie ve Wikimedia Commons podle rejstříkového čísla památky | Nahrát snímek k tomuto tématu do úložiště Wikimedia Commons |  |

## Knínice
|  | Kategorie „Chapel of Saint Florian (Knínice) “ na Wikimedia Commons | Hledat fotografie a kategorie ve Wikimedia Commons podle rejstříkového čísla památky | Nahrát snímek k tomuto tématu do úložiště Wikimedia Commons |  |

|  | Kategorie „Saint Mark church (Knínice) “ na Wikimedia Commons | Hledat fotografie a kategorie ve Wikimedia Commons podle rejstříkového čísla památky | Nahrát snímek k tomuto tématu do úložiště Wikimedia Commons |  |

|  |  | Hledat fotografie a kategorie ve Wikimedia Commons podle rejstříkového čísla památky | Nahrát snímek k tomuto tématu do úložiště Wikimedia Commons |  |

|  |  | Hledat fotografie a kategorie ve Wikimedia Commons podle rejstříkového čísla památky | Nahrát snímek k tomuto tématu do úložiště Wikimedia Commons |  |

|  |  | Hledat fotografie a kategorie ve Wikimedia Commons podle rejstříkového čísla památky | Nahrát snímek k tomuto tématu do úložiště Wikimedia Commons |  |

|  |  | Hledat fotografie a kategorie ve Wikimedia Commons podle rejstříkového čísla památky | Nahrát snímek k tomuto tématu do úložiště Wikimedia Commons |  |

|  |  | Hledat fotografie a kategorie ve Wikimedia Commons podle rejstříkového čísla památky | Nahrát snímek k tomuto tématu do úložiště Wikimedia Commons |  |

## Kořenec
|  | Kategorie „Windmill in Kořenec “ na Wikimedia Commons | Hledat fotografie a kategorie ve Wikimedia Commons podle rejstříkového čísla památky | Nahrát snímek k tomuto tématu do úložiště Wikimedia Commons |  |

|  |  | Hledat fotografie a kategorie ve Wikimedia Commons podle rejstříkového čísla památky | Nahrát snímek k tomuto tématu do úložiště Wikimedia Commons |  |

## Křetín
|  | Kategorie „Statue of John of Nepomuk in Křetín “ na Wikimedia Commons | Hledat fotografie a kategorie ve Wikimedia Commons podle rejstříkového čísla památky | Nahrát snímek k tomuto tématu do úložiště Wikimedia Commons |  |

|  | Kategorie „Church of Saint Jerome (Křetín) “ na Wikimedia Commons | Hledat fotografie a kategorie ve Wikimedia Commons podle rejstříkového čísla památky | Nahrát snímek k tomuto tématu do úložiště Wikimedia Commons |  |

## Křtiny
|  |  | Hledat fotografie a kategorie ve Wikimedia Commons podle rejstříkového čísla památky | Nahrát snímek k tomuto tématu do úložiště Wikimedia Commons |  |

|  | Kategorie „Poutní areál kostela Jména Panny Marie (Křtiny) “ na Wikimedia Commons | Hledat fotografie a kategorie ve Wikimedia Commons podle rejstříkového čísla památky | Nahrát snímek k tomuto tématu do úložiště Wikimedia Commons |  |

## Lazinov
| Památka                           | Fotografie        | Rejstříkové číslo v ÚSKP                                                             | Sídelní útvar                                               | Poloha                                           | Popis a poznámky                                               |
| --------------------------------- | ----------------- | ------------------------------------------------------------------------------------ | ----------------------------------------------------------- | ------------------------------------------------ | -------------------------------------------------------------- |
| Zemědělský dvůr čp. 4 (Q31147075) | \| \| \| \| \| \| | 47882/7-7156 Pam. katalog MIS                                                        | Lazinov                                                     | Lazinov 4 49°33′57,53″ s. š., 16°31′32,34″ v. d. | Zemědělský dvůr · Zapsáno do státního seznamu před rokem 1988. |
|                                   |                   | Hledat fotografie a kategorie ve Wikimedia Commons podle rejstříkového čísla památky | Nahrát snímek k tomuto tématu do úložiště Wikimedia Commons |                                                  |                                                                |

## Lažany
|  |  | Hledat fotografie a kategorie ve Wikimedia Commons podle rejstříkového čísla památky | Nahrát snímek k tomuto tématu do úložiště Wikimedia Commons |  |

|  |  | Hledat fotografie a kategorie ve Wikimedia Commons podle rejstříkového čísla památky | Nahrát snímek k tomuto tématu do úložiště Wikimedia Commons |  |

|  |  | Hledat fotografie a kategorie ve Wikimedia Commons podle rejstříkového čísla památky | Nahrát snímek k tomuto tématu do úložiště Wikimedia Commons |  |

## Lhota Rapotina
|  | Kategorie „Zámek Lhota Rapotina “ na Wikimedia Commons | Hledat fotografie a kategorie ve Wikimedia Commons podle rejstříkového čísla památky | Nahrát snímek k tomuto tématu do úložiště Wikimedia Commons |  |

|  |  | Hledat fotografie a kategorie ve Wikimedia Commons podle rejstříkového čísla památky | Nahrát snímek k tomuto tématu do úložiště Wikimedia Commons |  |

|  | Kategorie „Church of Saint Lawrence in Lhota Rapotina “ na Wikimedia Commons | Hledat fotografie a kategorie ve Wikimedia Commons podle rejstříkového čísla památky | Nahrát snímek k tomuto tématu do úložiště Wikimedia Commons |  |

## Lipovec
| Památka                                 | Fotografie                                                                            | Rejstříkové číslo v ÚSKP                                                             | Sídelní útvar                                               | Poloha                                 | Popis a poznámky                                                        |
| --------------------------------------- | ------------------------------------------------------------------------------------- | ------------------------------------------------------------------------------------ | ----------------------------------------------------------- | -------------------------------------- | ----------------------------------------------------------------------- |
| Kostel Narození Panny Marie (Q12030392) | \| \| \| \| \| \|                                                                     | 31356/7-514 Pam. katalog MIS                                                         | Lipovec                                                     | 49°22′57,13″ s. š., 16°48′18,51″ v. d. | Kostel Narození P. Marie · Zapsáno do státního seznamu před rokem 1988. |
|                                         | Kategorie „Church of the Nativity of the Virgin Mary (Lipovec) “ na Wikimedia Commons | Hledat fotografie a kategorie ve Wikimedia Commons podle rejstříkového čísla památky | Nahrát snímek k tomuto tématu do úložiště Wikimedia Commons |                                        |                                                                         |

## Lipůvka
|  | Kategorie „Church of Saint Clemens (Lipůvka) “ na Wikimedia Commons | Hledat fotografie a kategorie ve Wikimedia Commons podle rejstříkového čísla památky | Nahrát snímek k tomuto tématu do úložiště Wikimedia Commons |  |

|  |  | Hledat fotografie a kategorie ve Wikimedia Commons podle rejstříkového čísla památky | Nahrát snímek k tomuto tématu do úložiště Wikimedia Commons |  |

|  | Kategorie „Church of Saint Cecilia (Lipůvka) “ na Wikimedia Commons | Hledat fotografie a kategorie ve Wikimedia Commons podle rejstříkového čísla památky | Nahrát snímek k tomuto tématu do úložiště Wikimedia Commons |  |

## Louka
|  | Kategorie „Louka (hrad) “ na Wikimedia Commons | Hledat fotografie a kategorie ve Wikimedia Commons podle rejstříkového čísla památky | Nahrát snímek k tomuto tématu do úložiště Wikimedia Commons |  |

|  |  | Hledat fotografie a kategorie ve Wikimedia Commons podle rejstříkového čísla památky | Nahrát snímek k tomuto tématu do úložiště Wikimedia Commons |  |

## Makov
| Památka                               | Fotografie                                                       | Rejstříkové číslo v ÚSKP                                                             | Sídelní útvar                                               | Poloha                                             | Popis a poznámky                                                |
| ------------------------------------- | ---------------------------------------------------------------- | ------------------------------------------------------------------------------------ | ----------------------------------------------------------- | -------------------------------------------------- | --------------------------------------------------------------- |
| Kaple Nejsvětější Trojice (Q37817033) | \| \| \| \| \| \|                                                | 50809/7-8948 Pam. katalog MIS                                                        | Makov                                                       | v centru obce 49°31′9,47″ s. š., 16°29′0,63″ v. d. | Kaple Nejsvětější Trojice Památkově chráněno od 20. února 2001. |
|                                       | Kategorie „Chapel of Holy Trinity (Makov) “ na Wikimedia Commons | Hledat fotografie a kategorie ve Wikimedia Commons podle rejstříkového čísla památky | Nahrát snímek k tomuto tématu do úložiště Wikimedia Commons |                                                    |                                                                 |

## Němčice
|  |  | Hledat fotografie a kategorie ve Wikimedia Commons podle rejstříkového čísla památky | Nahrát snímek k tomuto tématu do úložiště Wikimedia Commons |  |

|  | Kategorie „Windmill in Němčice (Blansko District) “ na Wikimedia Commons | Hledat fotografie a kategorie ve Wikimedia Commons podle rejstříkového čísla památky | Nahrát snímek k tomuto tématu do úložiště Wikimedia Commons |  |

|  | Kategorie „Church of Saint Nicholas in Němčice (Blansko District) “ na Wikimedia Commons | Hledat fotografie a kategorie ve Wikimedia Commons podle rejstříkového čísla památky | Nahrát snímek k tomuto tématu do úložiště Wikimedia Commons |  |

## Okrouhlá
| Památka                      | Fotografie        | Rejstříkové číslo v ÚSKP                                                             | Sídelní útvar                                               | Poloha                                 | Popis a poznámky                                                |
| ---------------------------- | ----------------- | ------------------------------------------------------------------------------------ | ----------------------------------------------------------- | -------------------------------------- | --------------------------------------------------------------- |
| Kříž z roku 1803 (Q38039631) | \| \| \| \| \| \| | 21568/7-558 Pam. katalog MIS                                                         | Okrouhlá                                                    | 49°30′30,46″ s. š., 16°43′56,48″ v. d. | Kříž z roku 1803 · Zapsáno do státního seznamu před rokem 1988. |
|                              |                   | Hledat fotografie a kategorie ve Wikimedia Commons podle rejstříkového čísla památky | Nahrát snímek k tomuto tématu do úložiště Wikimedia Commons |                                        |                                                                 |

## Olomučany
|  | Kategorie „Blanenský tunel č. 8/1 “ na Wikimedia Commons | Hledat fotografie a kategorie ve Wikimedia Commons podle rejstříkového čísla památky | Nahrát snímek k tomuto tématu do úložiště Wikimedia Commons |  |

|  | Kategorie „Nový hrad (Olomučany) “ na Wikimedia Commons | Hledat fotografie a kategorie ve Wikimedia Commons podle rejstříkového čísla památky | Nahrát snímek k tomuto tématu do úložiště Wikimedia Commons |  |

|  | Kategorie „Čertův hrádek “ na Wikimedia Commons | Hledat fotografie a kategorie ve Wikimedia Commons podle rejstříkového čísla památky | Nahrát snímek k tomuto tématu do úložiště Wikimedia Commons |  |

## Ostrov u Macochy
|  |  | Hledat fotografie a kategorie ve Wikimedia Commons podle rejstříkového čísla památky | Nahrát snímek k tomuto tématu do úložiště Wikimedia Commons |  |

|  |  | Hledat fotografie a kategorie ve Wikimedia Commons podle rejstříkového čísla památky | Nahrát snímek k tomuto tématu do úložiště Wikimedia Commons |  |

|  |  | Hledat fotografie a kategorie ve Wikimedia Commons podle rejstříkového čísla památky | Nahrát snímek k tomuto tématu do úložiště Wikimedia Commons |  |

|  | Kategorie „Windmill in Ostrov u Macochy “ na Wikimedia Commons | Hledat fotografie a kategorie ve Wikimedia Commons podle rejstříkového čísla památky | Nahrát snímek k tomuto tématu do úložiště Wikimedia Commons |  |

## Petrovice
|  |  | Hledat fotografie a kategorie ve Wikimedia Commons podle rejstříkového čísla památky | Nahrát snímek k tomuto tématu do úložiště Wikimedia Commons |  |

|  | Kategorie „Windmill in Petrovice “ na Wikimedia Commons | Hledat fotografie a kategorie ve Wikimedia Commons podle rejstříkového čísla památky | Nahrát snímek k tomuto tématu do úložiště Wikimedia Commons |  |

|  | Kategorie „Church of Saints Peter and Paul (Petrovice) “ na Wikimedia Commons | Hledat fotografie a kategorie ve Wikimedia Commons podle rejstříkového čísla památky | Nahrát snímek k tomuto tématu do úložiště Wikimedia Commons |  |

|  |  | Hledat fotografie a kategorie ve Wikimedia Commons podle rejstříkového čísla památky | Nahrát snímek k tomuto tématu do úložiště Wikimedia Commons |  |

## Prostřední Poříčí
| Památka                             | Fotografie                                                                            | Rejstříkové číslo v ÚSKP                                                             | Sídelní útvar                                               | Poloha                                | Popis a poznámky                                              |
| ----------------------------------- | ------------------------------------------------------------------------------------- | ------------------------------------------------------------------------------------ | ----------------------------------------------------------- | ------------------------------------- | ------------------------------------------------------------- |
| Kaple Jména Panny Marie (Q38089043) | \| \| \| \| \| \|                                                                     | 50945/7-8962 Pam. katalog MIS                                                        | Prostřední Poříčí                                           | 49°34′31,38″ s. š., 16°29′9,86″ v. d. | Kaple Jména Panny Marie Památkově chráněno od 26. dubna 2001. |
|                                     | Kategorie „Chapel of the Holy Name of Mary (Prostřední Poříčí) “ na Wikimedia Commons | Hledat fotografie a kategorie ve Wikimedia Commons podle rejstříkového čísla památky | Nahrát snímek k tomuto tématu do úložiště Wikimedia Commons |                                       |                                                               |

## Ráječko
| Památka               | Fotografie        | Rejstříkové číslo v ÚSKP                                                             | Sídelní útvar                                               | Poloha                                                      | Popis a poznámky                                         |
| --------------------- | ----------------- | ------------------------------------------------------------------------------------ | ----------------------------------------------------------- | ----------------------------------------------------------- | -------------------------------------------------------- |
| Boží muka (Q38094042) | \| \| \| \| \| \| | 19515/7-583 Pam. katalog MIS                                                         | Ráječko                                                     | při silnici do Rájce 49°23′48,94″ s. š., 16°38′37,38″ v. d. | Boží muka · Zapsáno do státního seznamu před rokem 1988. |
|                       |                   | Hledat fotografie a kategorie ve Wikimedia Commons podle rejstříkového čísla památky | Nahrát snímek k tomuto tématu do úložiště Wikimedia Commons |                                                             |                                                          |

## Roubanina
| Památka                            | Fotografie                                                           | Rejstříkové číslo v ÚSKP                                                             | Sídelní útvar                                               | Poloha                                 | Popis a poznámky                                                  |
| ---------------------------------- | -------------------------------------------------------------------- | ------------------------------------------------------------------------------------ | ----------------------------------------------------------- | -------------------------------------- | ----------------------------------------------------------------- |
| Kostel svatého Ondřeje (Q27861816) | \| \| \| \| \| \|                                                    | 24364/7-435 Pam. katalog MIS                                                         | Roubanina                                                   | 49°36′55,74″ s. š., 16°35′40,03″ v. d. | Kostel sv. Ondřeje · Zapsáno do státního seznamu před rokem 1988. |
|                                    | Kategorie „Church of Saint Andrew (Roubanina) “ na Wikimedia Commons | Hledat fotografie a kategorie ve Wikimedia Commons podle rejstříkového čísla památky | Nahrát snímek k tomuto tématu do úložiště Wikimedia Commons |                                        |                                                                   |

## Rozseč nad Kunštátem
| Památka             | Fotografie        | Rejstříkové číslo v ÚSKP                                                             | Sídelní útvar                                               | Poloha                                                                            | Popis a poznámky                                       |
| ------------------- | ----------------- | ------------------------------------------------------------------------------------ | ----------------------------------------------------------- | --------------------------------------------------------------------------------- | ------------------------------------------------------ |
| Zvonice (Q38092460) | \| \| \| \| \| \| | 38345/7-584 Pam. katalog MIS                                                         | Rozseč nad Kunštátem                                        | nyní součást novostavby kaple sv. Antonína 49°31′29,01″ s. š., 16°27′47,34″ v. d. | Zvonice · Zapsáno do státního seznamu před rokem 1988. |
|                     |                   | Hledat fotografie a kategorie ve Wikimedia Commons podle rejstříkového čísla památky | Nahrát snímek k tomuto tématu do úložiště Wikimedia Commons |                                                                                   |                                                        |

## Rozsíčka
| Památka             | Fotografie                                               | Rejstříkové číslo v ÚSKP                                                             | Sídelní útvar                                               | Poloha                                     | Popis a poznámky                                       |
| ------------------- | -------------------------------------------------------- | ------------------------------------------------------------------------------------ | ----------------------------------------------------------- | ------------------------------------------ | ------------------------------------------------------ |
| Zvonice (Q38092500) | \| \| \| \| \| \|                                        | 27845/7-585 Pam. katalog MIS                                                         | Rozsíčka                                                    | náves 49°33′8,01″ s. š., 16°28′3,23″ v. d. | Zvonice · Zapsáno do státního seznamu před rokem 1988. |
|                     | Kategorie „Bell tower in Rozsíčka “ na Wikimedia Commons | Hledat fotografie a kategorie ve Wikimedia Commons podle rejstříkového čísla památky | Nahrát snímek k tomuto tématu do úložiště Wikimedia Commons |                                            |                                                        |

## Rudice
|  | Kategorie „Salm's Wayside cross in Rudice “ na Wikimedia Commons | Hledat fotografie a kategorie ve Wikimedia Commons podle rejstříkového čísla památky | Nahrát snímek k tomuto tématu do úložiště Wikimedia Commons |  |

|  | Kategorie „Windmill in Rudice “ na Wikimedia Commons | Hledat fotografie a kategorie ve Wikimedia Commons podle rejstříkového čísla památky | Nahrát snímek k tomuto tématu do úložiště Wikimedia Commons |  |

## Sebranice
|  | Kategorie „Church of the Assumption of the Virgin Mary (Sebranice) “ na Wikimedia Commons | Hledat fotografie a kategorie ve Wikimedia Commons podle rejstříkového čísla památky | Nahrát snímek k tomuto tématu do úložiště Wikimedia Commons |  |

|  | Kategorie „House No. 36 (Sebranice) “ na Wikimedia Commons | Hledat fotografie a kategorie ve Wikimedia Commons podle rejstříkového čísla památky | Nahrát snímek k tomuto tématu do úložiště Wikimedia Commons |  |

|  | Kategorie „Rectory (Sebranice) “ na Wikimedia Commons | Hledat fotografie a kategorie ve Wikimedia Commons podle rejstříkového čísla památky | Nahrát snímek k tomuto tématu do úložiště Wikimedia Commons |  |

|  |  | Hledat fotografie a kategorie ve Wikimedia Commons podle rejstříkového čísla památky | Nahrát snímek k tomuto tématu do úložiště Wikimedia Commons |  |

|  |  | Hledat fotografie a kategorie ve Wikimedia Commons podle rejstříkového čísla památky | Nahrát snímek k tomuto tématu do úložiště Wikimedia Commons |  |

## Senetářov
|  |  | Hledat fotografie a kategorie ve Wikimedia Commons podle rejstříkového čísla památky | Nahrát snímek k tomuto tématu do úložiště Wikimedia Commons |  |

|  | Kategorie „Homestead Nr. 32 (Senetářov) “ na Wikimedia Commons | Hledat fotografie a kategorie ve Wikimedia Commons podle rejstříkového čísla památky | Nahrát snímek k tomuto tématu do úložiště Wikimedia Commons |  |

|  |  | Hledat fotografie a kategorie ve Wikimedia Commons podle rejstříkového čísla památky | Nahrát snímek k tomuto tématu do úložiště Wikimedia Commons |  |

## Skalice nad Svitavou
| Památka                      | Fotografie        | Rejstříkové číslo v ÚSKP                                                             | Sídelní útvar                                               | Poloha                                | Popis a poznámky                                        |
| ---------------------------- | ----------------- | ------------------------------------------------------------------------------------ | ----------------------------------------------------------- | ------------------------------------- | ------------------------------------------------------- |
| Nádražní vodárna (Q38095434) | \| \| \| \| \| \| | 101000 Pam. katalog MIS                                                              | Skalice nad Svitavou                                        | 49°28′42,91″ s. š., 16°36′45,2″ v. d. | Vodárna nádražní Památkově chráněno od 31. března 2004. |
|                              |                   | Hledat fotografie a kategorie ve Wikimedia Commons podle rejstříkového čísla památky | Nahrát snímek k tomuto tématu do úložiště Wikimedia Commons |                                       |                                                         |

## Sloup
|  | Kategorie „Jeskyně Kůlna “ na Wikimedia Commons | Hledat fotografie a kategorie ve Wikimedia Commons podle rejstříkového čísla památky | Nahrát snímek k tomuto tématu do úložiště Wikimedia Commons |  |

|  |  | Hledat fotografie a kategorie ve Wikimedia Commons podle rejstříkového čísla památky | Nahrát snímek k tomuto tématu do úložiště Wikimedia Commons |  |

|  | Kategorie „Salm Cemetery “ na Wikimedia Commons | Hledat fotografie a kategorie ve Wikimedia Commons podle rejstříkového čísla památky | Nahrát snímek k tomuto tématu do úložiště Wikimedia Commons |  |

|  | Kategorie „Church of Our Lady of Sorrows (Sloup) “ na Wikimedia Commons | Hledat fotografie a kategorie ve Wikimedia Commons podle rejstříkového čísla památky | Nahrát snímek k tomuto tématu do úložiště Wikimedia Commons |  |

## Sudice
| Památka                                             | Fotografie        | Rejstříkové číslo v ÚSKP                                                             | Sídelní útvar                                               | Poloha                                 | Popis a poznámky                                                                                            |
| --------------------------------------------------- | ----------------- | ------------------------------------------------------------------------------------ | ----------------------------------------------------------- | -------------------------------------- | --- |
| Výšinné neopevněné sídliště Na Vejštici (Q38140781) | \| \| \| \| \| \| | 33601/7-625 Pam. katalog MIS                                                         | Sudice                                                      | 49°30′39,05″ s. š., 16°40′46,88″ v. d. | Výšinné neopevněné sídliště Na Vejštici, archeologické stopy · Zapsáno do státního seznamu před rokem 1988. |
|                                                     |                   | Hledat fotografie a kategorie ve Wikimedia Commons podle rejstříkového čísla památky | Nahrát snímek k tomuto tématu do úložiště Wikimedia Commons |                                        | |

## Sulíkov
| Památka                                 | Fotografie                                                                 | Rejstříkové číslo v ÚSKP                                                             | Sídelní útvar                                               | Poloha                                 | Popis a poznámky                                                         |
| --------------------------------------- | -------------------------------------------------------------------------- | ------------------------------------------------------------------------------------ | ----------------------------------------------------------- | -------------------------------------- | ------------------------------------------------------------------------ |
| Kostel svaté Maří Magdalény (Q27861782) | \| \| \| \| \| \|                                                          | 19213/7-601 Pam. katalog MIS                                                         | Sulíkov                                                     | 49°32′39,54″ s. š., 16°29′26,47″ v. d. | Kostel sv. Maří Magdalény · Zapsáno do státního seznamu před rokem 1988. |
|                                         | Kategorie „Church of Saint Mary Magdalene (Sulíkov) “ na Wikimedia Commons | Hledat fotografie a kategorie ve Wikimedia Commons podle rejstříkového čísla památky | Nahrát snímek k tomuto tématu do úložiště Wikimedia Commons |                                        |                                                                          |

## Svinošice
| Památka               | Fotografie        | Rejstříkové číslo v ÚSKP                                                             | Sídelní útvar                                               | Poloha                                | Popis a poznámky                                         |
| --------------------- | ----------------- | ------------------------------------------------------------------------------------ | ----------------------------------------------------------- | ------------------------------------- | -------------------------------------------------------- |
| Boží muka (Q38141633) | \| \| \| \| \| \| | 30160/7-602 Pam. katalog MIS                                                         | Svinošice                                                   | 49°20′0,94″ s. š., 16°34′49,38″ v. d. | Boží muka · Zapsáno do státního seznamu před rokem 1988. |
|                       |                   | Hledat fotografie a kategorie ve Wikimedia Commons podle rejstříkového čísla památky | Nahrát snímek k tomuto tématu do úložiště Wikimedia Commons |                                       |                                                          |

## Svitávka
|  |  | Hledat fotografie a kategorie ve Wikimedia Commons podle rejstříkového čísla památky | Nahrát snímek k tomuto tématu do úložiště Wikimedia Commons |  |

|  | Kategorie „Statue of John of Nepomuk in Svitávka “ na Wikimedia Commons | Hledat fotografie a kategorie ve Wikimedia Commons podle rejstříkového čísla památky | Nahrát snímek k tomuto tématu do úložiště Wikimedia Commons |  |

|  | Kategorie „Velká Löw-Beerova vila (Svitávka) “ na Wikimedia Commons | Hledat fotografie a kategorie ve Wikimedia Commons podle rejstříkového čísla památky | Nahrát snímek k tomuto tématu do úložiště Wikimedia Commons |  |

|  | Kategorie „Malá Löw-Beerova vila (Svitávka) “ na Wikimedia Commons | Hledat fotografie a kategorie ve Wikimedia Commons podle rejstříkového čísla památky | Nahrát snímek k tomuto tématu do úložiště Wikimedia Commons |  |

|  | Kategorie „Church of Saint John the Baptist (Svitávka) “ na Wikimedia Commons | Hledat fotografie a kategorie ve Wikimedia Commons podle rejstříkového čísla památky | Nahrát snímek k tomuto tématu do úložiště Wikimedia Commons |  |

|  |  | Hledat fotografie a kategorie ve Wikimedia Commons podle rejstříkového čísla památky | Nahrát snímek k tomuto tématu do úložiště Wikimedia Commons |  |

## Šebetov
|  | Kategorie „Chapel of Saint Anne (Šebetov) “ na Wikimedia Commons | Hledat fotografie a kategorie ve Wikimedia Commons podle rejstříkového čísla památky | Nahrát snímek k tomuto tématu do úložiště Wikimedia Commons |  |

|  | Kategorie „Castle Šebetov “ na Wikimedia Commons | Hledat fotografie a kategorie ve Wikimedia Commons podle rejstříkového čísla památky | Nahrát snímek k tomuto tématu do úložiště Wikimedia Commons |  |

|  | Kategorie „Statue of Our Lady of Sorrows (Šebetov) “ na Wikimedia Commons | Hledat fotografie a kategorie ve Wikimedia Commons podle rejstříkového čísla památky | Nahrát snímek k tomuto tématu do úložiště Wikimedia Commons |  |

|  |  | Hledat fotografie a kategorie ve Wikimedia Commons podle rejstříkového čísla památky | Nahrát snímek k tomuto tématu do úložiště Wikimedia Commons |  |

|  |  | Hledat fotografie a kategorie ve Wikimedia Commons podle rejstříkového čísla památky | Nahrát snímek k tomuto tématu do úložiště Wikimedia Commons |  |

|  |  | Hledat fotografie a kategorie ve Wikimedia Commons podle rejstříkového čísla památky | Nahrát snímek k tomuto tématu do úložiště Wikimedia Commons |  |

|  |  | Hledat fotografie a kategorie ve Wikimedia Commons podle rejstříkového čísla památky | Nahrát snímek k tomuto tématu do úložiště Wikimedia Commons |  |

## Šebrov-Kateřina
| Památka                           | Fotografie                                                                    | Rejstříkové číslo v ÚSKP                                                             | Sídelní útvar                                               | Poloha                                 | Popis a poznámky                                                   |
| --------------------------------- | ----------------------------------------------------------------------------- | ------------------------------------------------------------------------------------ | ----------------------------------------------------------- | -------------------------------------- | ------------------------------------------------------------------ |
| Kostel svaté Kateřiny (Q21546424) | \| \| \| \| \| \|                                                             | 33787/7-616 Pam. katalog MIS                                                         | Svatá Kateřina                                              | 49°19′48,36″ s. š., 16°36′48,33″ v. d. | Kostel sv. Kateřiny · Zapsáno do státního seznamu před rokem 1988. |
|                                   | Kategorie „Church of Saint Catherine (Šebrov-Kateřina) “ na Wikimedia Commons | Hledat fotografie a kategorie ve Wikimedia Commons podle rejstříkového čísla památky | Nahrát snímek k tomuto tématu do úložiště Wikimedia Commons |                                        |                                                                    |

## Šošůvka
|  |  | Hledat fotografie a kategorie ve Wikimedia Commons podle rejstříkového čísla památky | Nahrát snímek k tomuto tématu do úložiště Wikimedia Commons |  |

|  |  | Hledat fotografie a kategorie ve Wikimedia Commons podle rejstříkového čísla památky | Nahrát snímek k tomuto tématu do úložiště Wikimedia Commons |  |

## Štěchov
| Památka                  | Fotografie        | Rejstříkové číslo v ÚSKP                                                             | Sídelní útvar                                               | Poloha                                         | Popis a poznámky                                                               |
| ------------------------ | ----------------- | ------------------------------------------------------------------------------------ | ----------------------------------------------------------- | ---------------------------------------------- | ------------------------------------------------------------------------------ |
| Kříž u čp. 8 (Q38231105) | \| \| \| \| \| \| | 23356/7-618 Pam. katalog MIS                                                         | Štěchov                                                     | Štěchov 8 49°27′8,11″ s. š., 16°30′24,1″ v. d. | Měšťanský dům, z toho jen: kříž · Zapsáno do státního seznamu před rokem 1988. |
|                          |                   | Hledat fotografie a kategorie ve Wikimedia Commons podle rejstříkového čísla památky | Nahrát snímek k tomuto tématu do úložiště Wikimedia Commons |                                                |                                                                                |

## Újezd u Černé Hory
|  |  | Hledat fotografie a kategorie ve Wikimedia Commons podle rejstříkového čísla památky | Nahrát snímek k tomuto tématu do úložiště Wikimedia Commons |  |

|  | Kategorie „Soubor křížů (Újezd u Černé Hory) “ na Wikimedia Commons | Hledat fotografie a kategorie ve Wikimedia Commons podle rejstříkového čísla památky | Nahrát snímek k tomuto tématu do úložiště Wikimedia Commons |  |

|  | Kategorie „Rectory in Újezd u Černé Hory “ na Wikimedia Commons | Hledat fotografie a kategorie ve Wikimedia Commons podle rejstříkového čísla památky | Nahrát snímek k tomuto tématu do úložiště Wikimedia Commons |  |

|  | Kategorie „All Saints church (Újezd u Černé Hory) “ na Wikimedia Commons | Hledat fotografie a kategorie ve Wikimedia Commons podle rejstříkového čísla památky | Nahrát snímek k tomuto tématu do úložiště Wikimedia Commons |  |

## Ústup
| Památka               | Fotografie                                               | Rejstříkové číslo v ÚSKP                                                             | Sídelní útvar                                               | Poloha                                                                  | Popis a poznámky                                         |
| --------------------- | -------------------------------------------------------- | ------------------------------------------------------------------------------------ | ----------------------------------------------------------- | ----------------------------------------------------------------------- | -------------------------------------------------------- |
| Boží muka (Q38234835) | \| \| \| \| \| \|                                        | 47883/7-7157 Pam. katalog MIS                                                        | Ústup                                                       | u polní cesty směrem na Rozsíčku 49°33′42,69″ s. š., 16°26′51,88″ v. d. | Boží muka · Zapsáno do státního seznamu před rokem 1988. |
|                       | Kategorie „Column shrine in Ústup “ na Wikimedia Commons | Hledat fotografie a kategorie ve Wikimedia Commons podle rejstříkového čísla památky | Nahrát snímek k tomuto tématu do úložiště Wikimedia Commons |                                                                         |                                                          |

## Vanovice
|  | Kategorie „Evangelical church (Vanovice) “ na Wikimedia Commons | Hledat fotografie a kategorie ve Wikimedia Commons podle rejstříkového čísla památky | Nahrát snímek k tomuto tématu do úložiště Wikimedia Commons |  |

|  | Kategorie „Rectory of Evangelical Church of Czech Brethren in Vanovice “ na Wikimedia Commons | Hledat fotografie a kategorie ve Wikimedia Commons podle rejstříkového čísla památky | Nahrát snímek k tomuto tématu do úložiště Wikimedia Commons |  |

|  | Kategorie „Church of Saint Wenceslaus (Vanovice) “ na Wikimedia Commons | Hledat fotografie a kategorie ve Wikimedia Commons podle rejstříkového čísla památky | Nahrát snímek k tomuto tématu do úložiště Wikimedia Commons |  |

## Vavřinec
| Památka                  | Fotografie                                | Rejstříkové číslo v ÚSKP                                                             | Sídelní útvar                                               | Poloha                                | Popis a poznámky                                                       |
| ------------------------ | ----------------------------------------- | ------------------------------------------------------------------------------------ | ----------------------------------------------------------- | ------------------------------------- | ---------------------------------------------------------------------- |
| Hrad Blansek (Q11158613) | \| \| \| \| \| \|                         | 24051/7-623 Pam. katalog MIS                                                         | Suchdol                                                     | 49°22′16,2″ s. š., 16°43′18,05″ v. d. | Hrad Blansek, zřícenina · Zapsáno do státního seznamu před rokem 1988. |
|                          | Kategorie „Blansek “ na Wikimedia Commons | Hledat fotografie a kategorie ve Wikimedia Commons podle rejstříkového čísla památky | Nahrát snímek k tomuto tématu do úložiště Wikimedia Commons |                                       |                                                                        |

## Vážany
| Památka                                   | Fotografie                                                                                                   | Rejstříkové číslo v ÚSKP                                                             | Sídelní útvar                                               | Poloha                                                                       | Popis a poznámky                                                                                   |
| ----------------------------------------- | --- | ------------------------------------------------------------------------------------ | ----------------------------------------------------------- | ---------------------------------------------------------------------------- | -------------------------------------------------------------------------------------------------- |
| Kostel Zvěstování Panny Marie (Q27862109) | \| \| \| \| \| \|                                                                                            | 27820/7-624 Pam. katalog MIS                                                         | Vážany                                                      | před vsí, u silnice Boskovice - Vážany 49°31′47,56″ s. š., 16°41′9,87″ v. d. | Raně barokní kostel centrálního půdorysu v krajině. · Zapsáno do státního seznamu před rokem 1988. |
|                                           | Kategorie „Church of the Annunciation of the Virgin Mary in Vážany (Blansko District) “ na Wikimedia Commons | Hledat fotografie a kategorie ve Wikimedia Commons podle rejstříkového čísla památky | Nahrát snímek k tomuto tématu do úložiště Wikimedia Commons |                                                                              | |

## Velké Opatovice
|  | Kategorie „Statue of Saint Wendelin in Velké Opatovice “ na Wikimedia Commons | Hledat fotografie a kategorie ve Wikimedia Commons podle rejstříkového čísla památky | Nahrát snímek k tomuto tématu do úložiště Wikimedia Commons |  |

|  | Kategorie „Chapel of Saint Rosalia (Velké Opatovice) “ na Wikimedia Commons | Hledat fotografie a kategorie ve Wikimedia Commons podle rejstříkového čísla památky | Nahrát snímek k tomuto tématu do úložiště Wikimedia Commons |  |

|  | Kategorie „Velké Opatovice Castle “ na Wikimedia Commons | Hledat fotografie a kategorie ve Wikimedia Commons podle rejstříkového čísla památky | Nahrát snímek k tomuto tématu do úložiště Wikimedia Commons |  |

|  | Kategorie „Statue of John of Nepomuk in Velké Opatovice “ na Wikimedia Commons | Hledat fotografie a kategorie ve Wikimedia Commons podle rejstříkového čísla památky | Nahrát snímek k tomuto tématu do úložiště Wikimedia Commons |  |

|  | Kategorie „Church of Saint George in Velké Opatovice “ na Wikimedia Commons | Hledat fotografie a kategorie ve Wikimedia Commons podle rejstříkového čísla památky | Nahrát snímek k tomuto tématu do úložiště Wikimedia Commons |  |

|  |  | Hledat fotografie a kategorie ve Wikimedia Commons podle rejstříkového čísla památky | Nahrát snímek k tomuto tématu do úložiště Wikimedia Commons |  |

|  |  | Hledat fotografie a kategorie ve Wikimedia Commons podle rejstříkového čísla památky | Nahrát snímek k tomuto tématu do úložiště Wikimedia Commons |  |

|  |  | Hledat fotografie a kategorie ve Wikimedia Commons podle rejstříkového čísla památky | Nahrát snímek k tomuto tématu do úložiště Wikimedia Commons |  |

## Vísky
| Památka                            | Fotografie                                                        | Rejstříkové číslo v ÚSKP                                                             | Sídelní útvar                                               | Poloha                                            | Popis a poznámky                                                  |
| ---------------------------------- | ----------------------------------------------------------------- | ------------------------------------------------------------------------------------ | ----------------------------------------------------------- | ------------------------------------------------- | ----------------------------------------------------------------- |
| Kostel svatého Michala (Q27861789) | \| \| \| \| \| \|                                                 | 14012/7-641 Pam. katalog MIS                                                         | Vísky                                                       | střed obce 49°32′30,23″ s. š., 16°37′42,12″ v. d. | Kostel sv. Michala · Zapsáno do státního seznamu před rokem 1988. |
|                                    | Kategorie „Church of Saint Michael (Vísky) “ na Wikimedia Commons | Hledat fotografie a kategorie ve Wikimedia Commons podle rejstříkového čísla památky | Nahrát snímek k tomuto tématu do úložiště Wikimedia Commons |                                                   |                                                                   |

## Vranová
| Památka                     | Fotografie        | Rejstříkové číslo v ÚSKP                                                             | Sídelní útvar                                               | Poloha                                            | Popis a poznámky                                             |
| --------------------------- | ----------------- | ------------------------------------------------------------------------------------ | ----------------------------------------------------------- | ------------------------------------------------- | ------------------------------------------------------------ |
| Usedlost čp. 46 (Q31432172) | \| \| \| \| \| \| | 49000/7-8406 Pam. katalog MIS                                                        | Vranová                                                     | Vranová 46 49°33′17,24″ s. š., 16°31′32,74″ v. d. | Venkovská usedlost Památkově chráněno od 26. listopadu 1990. |
|                             |                   | Hledat fotografie a kategorie ve Wikimedia Commons podle rejstříkového čísla památky | Nahrát snímek k tomuto tématu do úložiště Wikimedia Commons |                                                   |                                                              |

## Vysočany
| Památka          | Fotografie                                        | Rejstříkové číslo v ÚSKP                                                             | Sídelní útvar                                               | Poloha                                           | Popis a poznámky                                    |
| ---------------- | ------------------------------------------------- | ------------------------------------------------------------------------------------ | ----------------------------------------------------------- | ------------------------------------------------ | --------------------------------------------------- |
| Kříž (Q37289319) | \| \| \| \| \| \|                                 | 30297/7-454 Pam. katalog MIS                                                         | Housko                                                      | u silnice 49°25′50,72″ s. š., 16°47′53,36″ v. d. | Kříž · Zapsáno do státního seznamu před rokem 1988. |
|                  | Kategorie „Cross in Housko “ na Wikimedia Commons | Hledat fotografie a kategorie ve Wikimedia Commons podle rejstříkového čísla památky | Nahrát snímek k tomuto tématu do úložiště Wikimedia Commons |                                                  |                                                     |

## Zbraslavec
| Památka                           | Fotografie        | Rejstříkové číslo v ÚSKP                                                             | Sídelní útvar                                               | Poloha                                              | Popis a poznámky                                       |
| --------------------------------- | ----------------- | ------------------------------------------------------------------------------------ | ----------------------------------------------------------- | --------------------------------------------------- | ------------------------------------------------------ |
| Zemědělský dvůr čp. 7 (Q31145121) | \| \| \| \| \| \| | 101049 Pam. katalog MIS                                                              | Zbraslavec                                                  | Zbraslavec 7 49°28′50,34″ s. š., 16°31′41,12″ v. d. | Zemědělský dvůr Památkově chráněno od 25. května 2004. |
|                                   |                   | Hledat fotografie a kategorie ve Wikimedia Commons podle rejstříkového čísla památky | Nahrát snímek k tomuto tématu do úložiště Wikimedia Commons |                                                     |                                                        |

## Žďárná
| Památka                                | Fotografie                                                             | Rejstříkové číslo v ÚSKP                                                             | Sídelní útvar                                               | Poloha                             | Popis a poznámky                                                      |
| -------------------------------------- | ---------------------------------------------------------------------- | ------------------------------------------------------------------------------------ | ----------------------------------------------------------- | ---------------------------------- | --------------------------------------------------------------------- |
| Kostel svatého Bartoloměje (Q27861598) | \| \| \| \| \| \|                                                      | 33468/7-642 Pam. katalog MIS                                                         | Žďárná                                                      | 49°28′8″ s. š., 16°45′28,25″ v. d. | Kostel sv. Bartoloměje · Zapsáno do státního seznamu před rokem 1988. |
|                                        | Kategorie „Church of Saint Bartholomew (Žďárná) “ na Wikimedia Commons | Hledat fotografie a kategorie ve Wikimedia Commons podle rejstříkového čísla památky | Nahrát snímek k tomuto tématu do úložiště Wikimedia Commons |                                    |                                                                       |

## Žerůtky
| Památka               | Fotografie        | Rejstříkové číslo v ÚSKP                                                             | Sídelní útvar                                               | Poloha                                           | Popis a poznámky                                    |
| --------------------- | ----------------- | ------------------------------------------------------------------------------------ | ----------------------------------------------------------- | ------------------------------------------------ | --------------------------------------------------- |
| Dům čp. 7 (Q31701816) | \| \| \| \| \| \| | 101054 Pam. katalog MIS                                                              | Žerůtky                                                     | Žerůtky 7 49°26′27,38″ s. š., 16°32′21,44″ v. d. | Venkovský dům Památkově chráněno od 1. června 2004. |
|                       |                   | Hledat fotografie a kategorie ve Wikimedia Commons podle rejstříkového čísla památky | Nahrát snímek k tomuto tématu do úložiště Wikimedia Commons |                                                  |                                                     |